# Església de Sant Cebrià de Lledó
L'Església de Sant Cebrià de Lledó o Església dels Metges és un temple del poble de Sant Cebrià de Lledó, al municipi de Cruïlles, Monells i Sant Sadurní de l'Heura (Baix Empordà). És un edifici inclòs en l'Inventari del Patrimoni Arquitectònic de Catalunya.

## Descripció

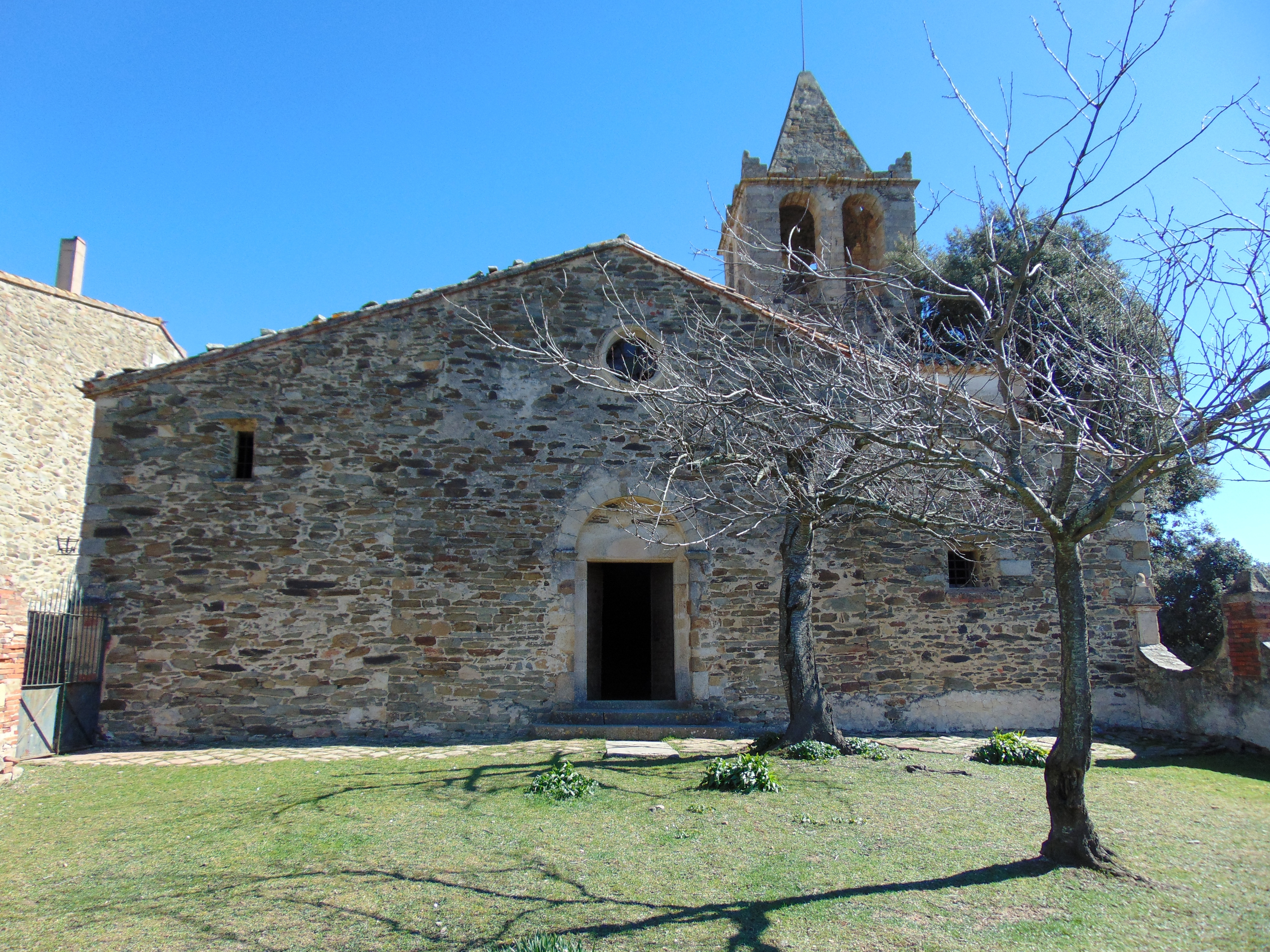
Façana de l'església

És un edifici religiós amb d'una nau amb capelles laterals i capçalera poligonal. Al frontis hi ha una portada d'arc de mig punt i una llinda datada el 1588; de la mateixa època és la ferramenta decorativa dels batents. Es conserva la major part de la nau d'època romànica, amb volta de canó i dos arcs torals de mig punt; un altre arc romànic, lateral, pot fer suposat que havia posseït més d'una nau o bé creuer. L'absis actual, tardà, substituí el romànic, potser a l'època de la portada; també són afegitons tardans les capelles laterals, dues estances, a cada costat i vora el frontis, i el cor. Hi ha rastres de pintura mural popular, del segle XIX; a l'arc del cor hi ha pintat l'any 1877. Un arc apuntat dona accés al campanar, torre quadrada amb arcs germinats de mig punt, merlets ornamentals i una alta coberta de casquet apiramidat.
El parament romànic és de petit carreu, mal escairat; a l'interior hi ha un espai on s'hi conserven les incisions sobre el morter sobresortint dels junts. Els sectors més tardans es bastiren amb grans rebles i carreus angulars.

## Història

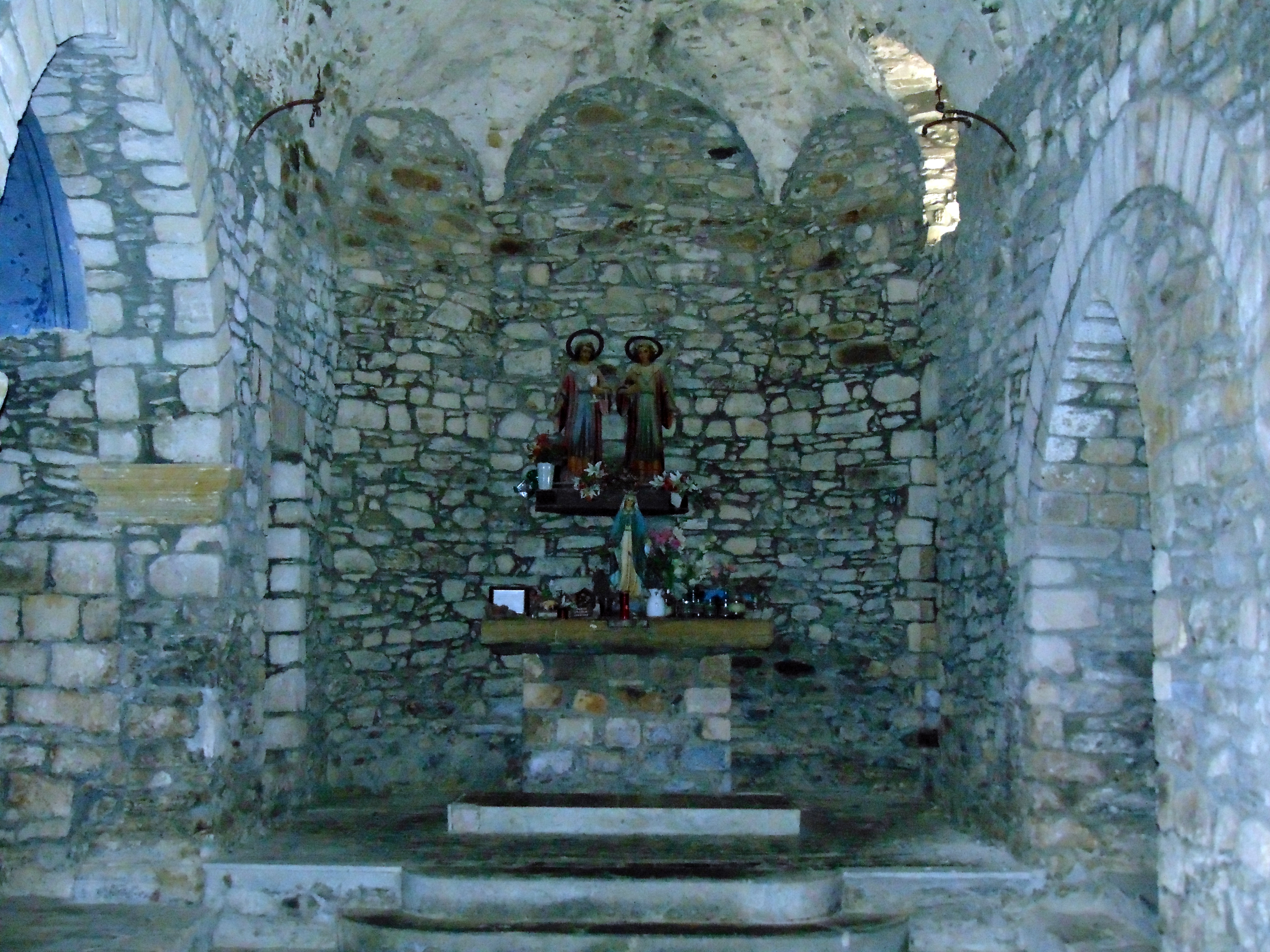
Interior de l'església

L'església Sancti Cipriani de Letone figura a les Rationes Decimarum dels anys 1279 i 1280. L'any 1295 el cavaller Guillem de Santa Pellaia va fer donació d'un mas d'aquesta parròquia al monestir de Sant Pere de Galligants.
La parròquia, en un replà de la serra de les Gavarres, inclou masies disperses, avui majoritàriament abandonades. Hi esdevingué molt popular la veneració als sants metges Cosme i Damià fins al punt d'ésser més conegut el lloc com «els Metges» substituint l'antic de Sant Cebrià de Lledó. L'aplec dels Metges -el 27 de setembre, precisament l'endemà de sant Cebrià- era molt concorregut per gent d'ambdós vessants de les Gavarres, de l'Empordà i les terres de la Selva incloses al Gironès. Com explica Joan Amades (Costumari Català V, p.211-13) era anomenat «l'Aplec de la Concòrdia» perquè s'hi esdevenia una treva entre els partidaris dels dos estils de ballar la sardana, el selvatà i l'empordanès, en ser lloc partioner entre ambdues comarques.
Fa pocs anys grups populars -Colla Exc. Cassaneoca, Grup d'Arti Treball del Baix Empordà- han promogut consolidar l'església; refecció del teulat i neteja de l'interior, que ha permès la descoberta de l'estructura romànica fins aleshores incerta. Hom recuperarà l'aplec dels Metges durant uns anys; però des del 1981 el propietari dels terrenys circumdants ha aconseguit que no se celebri, al·legant perills d'incendis forestals i altres raonaments més discutibles.